# Anastasis

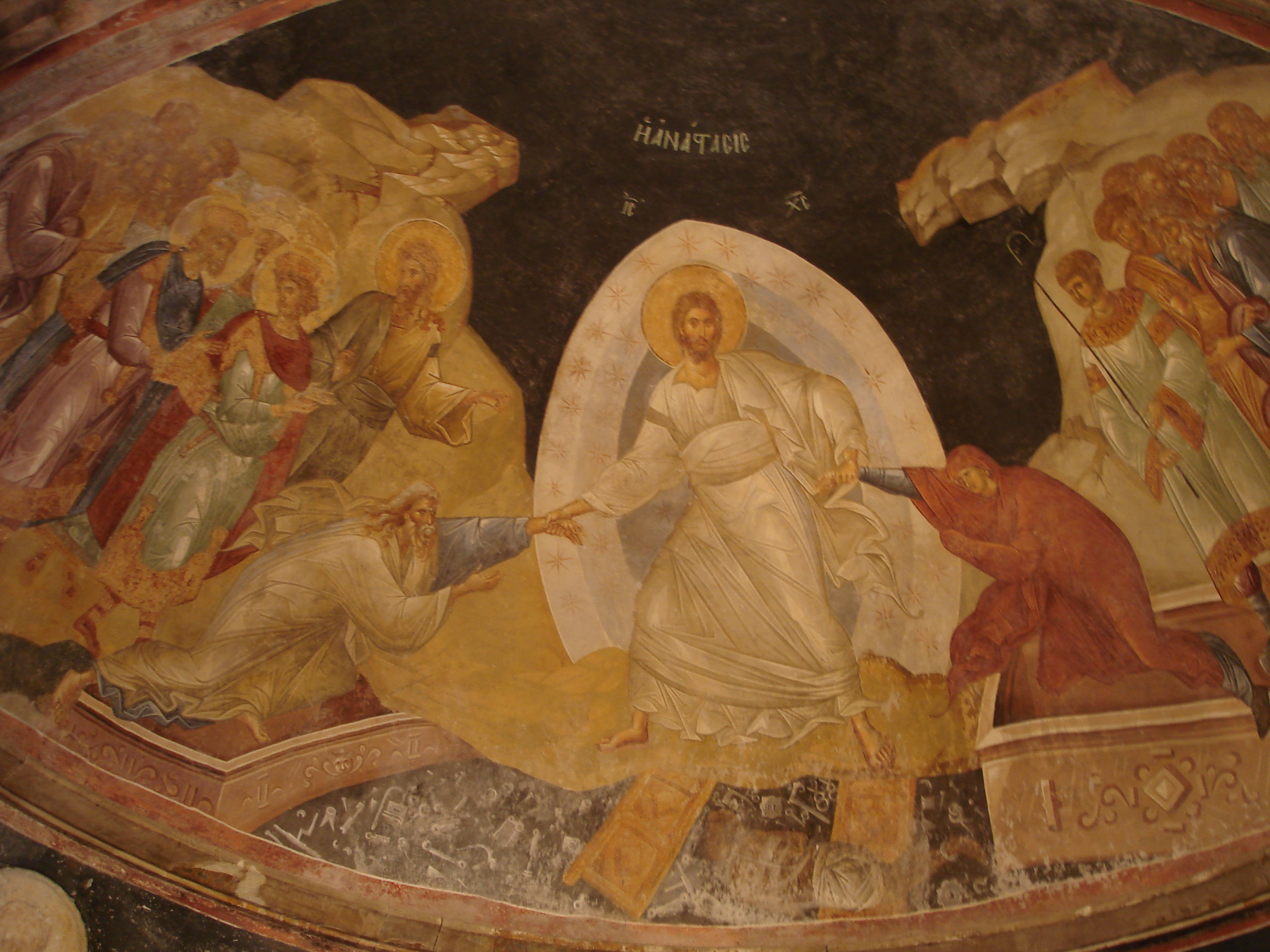
Anastasis i Chorakyrkan i Konstantinopel (1305–1320).

Anastasis (αναστασις) är ett bysantinskt konstmotiv, föreställande Kristi nedstigande till dödsriket för att befria de rättfärdigas själar. 